# Svingplov
Svingploven er et landbrugsredskab, der udspringer af den tidligere muldfjælsplov. Den anvendes, ligesom andre plove, til at pløje jorden, så afgrøderne får bedre næringsforhold. Den er i dag en af de mest dominerende plovtyper der findes.
Det er en let plovtype, som kan betjenes af blot en bonde med en eller to arbejdsheste til at trække foran. Den består primært af jern eller stål, som gør den stærkere end den gamle muldfjælsplov. Den originale svingplov bruges ikke længere i Danmark, men i andre dele af verden bruges den stadigvæk, og endda nogle af plovene før svingploven.[kilde mangler]

## Historie
Først under oplysningstiden begynde man at eksperimentere med nye plovtyper, som kunne forbedre landbruget. Svingploven var en idé der voksede ligeså stille frem, og som til sidst begyndte at dominere.
Skotske Joseph Foljambe er en af de mænd som eksperimentere med den nye svingplov. Han konstrueret i 1720-1730 et eksemplar af Rotherhamploven.
Det nye ved Foljambes plov var at han havde beklædt både muldfjælen og plovskæret med en tynd jernplade, hvilket gjorde at ploven ikke var ligeså tung som andre plove.
I 1763 blev en ny forbedret model af svingploven udviklet af skotske John Small. Han brugt sin matematiske viden til at beregne den optimale form til muldfjælen, som endte med at gøre den skotske plov mere effektiv end Foljambes. Den skotske plov har lige siden været den mest anvendte, og har kun haft små forbedringer igennem tiden.
Svingploven blev først præsenteret i Danmark i 1770 ved en plovprøve, ca. 50 år efter Rotherham. Til prøven var der fire svingplove og en hjulplov. Resultatet af prøven var at den norske Falkensten-plov var den bedste og letteste at trække. Den dårligste plov var hjulploven der havde større trækkraft og udrettede et dårligt stykke arbejde oveni. Dette førte til at Landhusholdningsselskabet først bestilte 10 eksemplar af norske Falkensten-plov, men bestilte senere flere eksemplar af denne type plov.
I 1815 fremstillede mekanikeren Ole Johansen Winstrup en af Danmarks første svingplove, der var konstruerede på en måde som kunne betale sig. Det særlige kendetegn ved Winstrups svingplov var at den muldfjælen var forhøjet med skinne lavet af egetræ, og så kunne den også anvendes som både svingplov og hjulplov.
I 1821 indgik Det kongelige danske Landhusholdningsselskab en handel med det amerikanske firma Wood & Freeborn, om en letbyggede nordamerikansk plov. Dette banede vej for den danske produktion af plove, som de danske smede påbegyndte i 1830.

## Funktion
Mennesket har stort set altid anvendt landbrug som fødekilde, og svingploven har været en af de vigtigste redskaber indenfor landbrug. Svingploven blev brugt til at pløje jorden for at tilføre mere ilt og derved forbedre jordens struktur, og for at vedligeholde afgrødernes egenskaber som f.eks. planternes rodudvikling og vækst.
Plovskæret er den del af ploven som skære vandret ned i jorden, og løsner det. Derefter kommer muldfjælet, eller muldpladen som det hedder i dag, og løfter jorden op og vender det. Efter denne proces vil der været dannet furer, lange render på tværs af marken, som bruges til at lægge plantefrøene i, og furerne gør det også samtidigt nemmere at så afgrøder på større arealer.
Pløjning er samtidig også effektiv imod ukrudt og andre uønsket plantesorter. Bønder ser nemlig alle andre planter end den dyrkede sort som ukrudt.
Måden man brugte svingploven på var at bonde havde op til to arbejdsheste, som han spændte til ploven. Efter at hestene var spændt fast fik bonden dem til at trække ploven igennem jorden, imens han selv kunne styre retning.
Det vil sige at bonden skulle pløje en hele mark til fods, hvilket man sagtens kan forstille sig ville tage flere timer. I dag bruger man traktoren der både er stærkere og hurtigere end svingploven, og som også er i stand til at skære op til 12 furer på en gang, hvilket reducer landmandens pløjningstiden markant.
Under pløjning kunne bonden være uheldig at støde på en sten, som vil resulter i en ødelagt eller beskadiget plov, da man ikke havde viden nok dengang til at bygge “skjold” mod jordfaste materialer. I dag er alle plove udstyret med en eller anden form for beskyttelse imod sten og andre materialer der befinder sig i jorden.